# Blow Up
Blow Up (títol original Blow-Up) és una pel·lícula britànica-italiana-estatunidenca de Michelangelo Antonioni, estrenada el 1966, i doblada al català. La pel·lícula va obtenir la Palma d'Or al Festival de Canes el 1967.
La pel·lícula es basa en el relat curt Las babas del diablo, de Julio Cortázar.

## Argument
Transcorre a Londres als anys 1960. Ens descriu un dia en la vida d'un fotògraf (Thomas), que va un matí a un parc per fer fotos. L'indret és gairebé desert, excepte una parella que s'abraça que Thomas fotografia de lluny. La dona, Jane, s'adona finalment de la seva presència, i molt molesta, li reclama els negatius; però Thomas s'escapoleix. Jane el troba a la tarda i Thomas li dona una pel·lícula, però no és la bona. Revela les fotografies del parc, i s'adona per ampliacions successives (blow-up significa 'ampliació' en anglès) que ha estat de fet testimoni d'un homicidi. Va de nit al lloc i descobreix el cadàver que les fotografies li han revelat. De tornada a casa seva, troba el seu taller buit: tots els seus clixés i negatius han estat robats. Desemparat, busca consell amb un amic, però és en va. Al matí, torna al parc, per descobrir que el cos també ha desaparegut.

## Anàlisi
Obra d'una gran modernitat, Blow Up qüestiona les relacions que mantenen la realitat i la il·lusió, amb el recorregut iniciàtic i incoherent d'un fotògraf de moda que descobreix, sortint del seu estudi, l'espessor d'una realitat que escapa als seus propòsits.
La pel·lícula aborda igualment punts més foscos, com la por de Thomas a la mort. Anant al parc, troba la tranquil·litat i la calma que necessita, i que el treball no li aporta. Però es troba enfrontat sobtadament a una imatge de la mort que no ha premeditat de cap manera i la seva vida fa un tomb. El cinema d'Antonioni és molt simbòlic i existencialista, i es troben aquestes marques en una gran part de les seves pel·lícules.
És també un dels rars films del director que aconseguí un cert èxit comercial, malgrat la seva austeritat.

## Repartiment
- David Hemmings: Thomas
- Vanessa Redgrave: Jane
- Peter Bowles: Ron
- Sarah Miles: Patricia
- Jane Birkin: noia rossa
- Gillian Hills: noia morena
- John Castle: Bill el pintor
- Harry Hutchinson: l'antiquari

## Premis i nominacions

### Premis
- 1967: Palma d'Or al Festival Internacional de Cinema de Canes

### Nominacions[2]
- Oscar al millor director (Michelangelo Antonioni)
- Oscar al millor guió original (Michaelangelo Antonioni, Tonino Guerra, Edward Bond)

## Al voltant de la pel·lícula
- La història del rodatge de Blow Up és particularment sorprenent i continua sent poc coneguda. En efecte, Antonioni, que estava filmant una pel·lícula a Londres, havia insistit a dirigir amb un equip tècnic italià, augmentant les despeses de producció considerablement. Al final del rodatge, conversa amb el seu productor (i amic) Carlo Ponti, i li fa saber que necessita una ampliació del crèdit per acabar la pel·lícula: en efecte, no ha rodat encara l'escena central, la de l'homicidi. Però el costum d'Antonioni (comú a tots els cineastes «d'avantguarda») de no rodar mai al començament les escenes importants per tal de fer pressió sobre el productor és ben conegut per Carlo Ponti, que aquesta vegada no cedeix. Antonioni ha de tornar a Itàlia i considerar el muntatge de la pel·lícula sense algunes de les escenes essencials per a la comprensió de l'espectador .
Blow Up pot ser, doncs, també mirat com un brillant exercici, realitzat a partir d'una restricció imposada.
- Per tal que la gespa del parc on es passeja el personatge de David Hemmings destaqués bé en la imatge, Antonioni no va vacil·lar a fer passar a sobre una capa de pintura verda.
- La pel·lícula va suposar un escàndol en la seva sortida a la Gran Bretanya: era la primera vegada que s'ensenyava en una pel·lícula britànica un cos femení completament despullat (en aquest cas, el de Jane Birkin).
- El grup musical The Yardbirds (especialment, amb Jimmy Page i Jeff Beck) fan una aparició en una escena al final de la pel·lícula.
- Brian De Palma va dirigir Blow Out en homenatge a Blow Up el 1981: John Travolta hi interpreta un tècnic de so que grava l'escena d'un accident de cotxe que acabarà sent un homicidi.
- El personatge de Thomas va ser inspirat a Antonioni pel fotògraf David Bailey.